# Stormers

     Teren podlegający Stormers
Stormers (ze względów reklamowych obecnie jako DHL Stormers) – południowoafrykański zespół rugby union rywalizujący do 2020 w rozgrywkach Super Rugby, a od 2021 w rozgrywkach United Rugby Championship. Swoje mecze Stormers rozgrywają na kapsztadzkim stadionie Cape Town Stadium.
Drużyna powstała w 1997 roku na potrzeby australijsko-nowozelandzko-południowoafrykańskiej „ligi” Super 12. Do 1996 roku uczestniczyły w niej po cztery najlepsze zespoły z rodzimych lig trzech krajów (w przypadku RPA Currie Cup), jednak wówczas wprowadzono system regionalnych franczyz. W efekcie podziału terytorium RPA, nowo powstałym Stormers podlegał teren całej Prowincji Przylądkowej Zachodniej, w tym obszary regionalnych drużyn Western Province (region Kapsztadu), Boland Cavaliers (region Wellington), oraz SWD Eagles (region George).
W 2005 roku teren przypadający Eagles przeniesiono do nowej franczyzy Southern Spears, którą później przekształcono w drużynę Southern Kings. W ten sposób obecnie zespołowi Stormers podlegają miasto Kapsztad oraz dystrykty Cape Winelands i West Coast.

## Osiągnięcia
- mistrz United Rugby Championship: 2021/2022[1]
- finalista United Rugby Championship: 2022/2023[2]
- finalista Super Rugby: 2010
- półfinalista Super Rugby: (4) 1999, 2004, 2011, 2012
- zwycięzca konferencji krajowej Super Rugby: (2) 2011, 2012